# Union (hrabstwo Eau Claire)
Union – miasto w Stanach Zjednoczonych, w stanie Wisconsin, w hrabstwie Eau Claire.